# 章世炘
章世炘（1979年12月2日—）是台灣的漫畫家，筆名T.K章世炘。出生於台中。血型O型。代表作為《黑色狂想曲》《霹靂邪眼》《談無慾》。

## 簡歷
曾獲得第11屆東立新人王冠軍、第5屆東立短漫賞入選。
27歲時（2006年）以〈烈炎真言〉「前傳」刊載於東立《龍少年》月刊12月號。
28歲時（2007年）以〈烈炎真言〉於東立《龍少年》月刊3月號開始連載而正式出道。
2012年新連載漫畫《黑色狂想曲》獲中國金猴獎獎項，2013年更以同一作品獲文化部金漫獎 少年漫畫首獎殊榮。
2014年和電影[甜蜜殺機]合作，推出獨立創作外傳漫畫單行本<甜蜜殺機  一顆子彈的重量>。
並於同年加入台灣代表團，參予法國<安古蘭漫畫節>展覽。
2015年和羅浮宮合作,創作30頁漫畫短篇<3A07>.聯合數名台灣法國漫畫家一起出版<羅浮七夢>羅浮宮漫畫合集。
同年於北師美術館,參與羅浮宮漫畫原稿展覽。
2016同作品<3A07>,和數名台灣以及日本漫畫家合作,推出法文版羅浮宮漫畫合集.
2018年開始和霹靂布袋戲合作，連載原創衍伸作品<霹靂邪眼>，並於2020入圍第十一屆 金漫獎年度漫畫大獎。
2021年開始和霹靂布袋戲電影〈素還真〉合作，連載原創漫畫〈談無慾〉，目前持續連載中。

## 作品一覽

### 短篇漫畫
- 幸福製造 (第十一屆 東立漫畫新人王 第一名)
- 繆思狂想曲（第五屆東立短篇賞入選作品）

### 長篇漫畫
- 烈炎真言
- 黑色狂想曲BLACK DREAMS (第四屆文化部金漫獎 少年漫畫優勝金獎)
- 甜蜜殺機  一顆子彈的重量SWEET ALIBIS  (電影=甜蜜殺機  原創前傳作品)
- 霹靂邪眼 (和霹靂布袋戲合作，搭配劇集 霹靂英雄戰紀 的原創作品)
- 談無慾 (和霹靂布袋戲合作，搭配電影 素還真 的原創作品)

### 單行本
- 烈炎真言（全4冊）
- 黑色狂想曲（全3冊）
- 甜密殺機 一顆子彈的重量（全1冊）
- 霹靂邪眼（全2冊）
- 談無慾（2冊 連載中）

## 外部連結
- 13樓黑色陽台（章世炘個人網誌） （页面存档备份，存于）
- Ｔ.Ｋ章世炘（章世炘臉書粉絲頁）
- 黑色陽台第2窗口（章世炘噗浪） （页面存档备份，存于）